# Juha Väätäinen
Toivo Juha Väätäinen (Oulu, 12 luglio 1941) è un ex mezzofondista finlandese, campione europeo sui 5000 m e sui 10000 m nel 1971.

## Biografia
Da giovane si dedicò alla corsa veloce: nel 1960 vinse il titolo nazionale juniores sui 400 ostacoli. Fra il 1965 e il 1967 gareggiò sugli 800 m vincendo, tra l'altro, i Campionati nordici del 1965 davanti a un giovane Anders Gärderud.
Nell'estate del 1968, dopo cinque settimane di allenamenti sull'isola di Rodi, Väätäinen fece ritorno in Finlandia e corse i 3000 m in 8'01"0, migliorando di 52 secondi il suo primato personale. Terminata la stagione decise che si sarebbe dedicato alle gare di mezzofondo prolungato. Nel 1969 Väätäinen fece una preparazione in altura, a Cervinia; dopo aver corso i 10000 m in 28'53"0 e i 5000 m in 13"50'0 fu selezionato per i Campionati europei di Atene ma non prese parte alle gare per problemi fisici. Nel 1970 migliorò i suoi primati personali portandoli a 13'43"2 sui 5000 m e 28'19"6 sui 10000 m, ma fu afflitto da disturbi al tendine d'Achille e al termine della stagione fu operato.
Nel 1971 si sottopose ad una intensa preparazione invernale in Brasile e quindi in Messico. Proseguì gli allenamenti in altura a Font-Romeu-Odeillo-Via, sui Pirenei. Tornato in Finlandia, nel mese di luglio stabilì i record nazionali sui 3000 m (7'56"4) e sui 10000 m (28"12"8). Si presentò quindi in perfetta forma ai Campionati europei di Helsinki: il 10 agosto, in un'avvincente finale sui 10000 m, Väätäinen, sostenuto dal pubblico di casa, batté allo sprint il tedesco orientale Jürgen Haase e altri quattro atleti, fra i quali il favorito inglese David Colin Bedford che arrivò solo sesto. Väätäinen compì l'ultimo giro in 53"8 e il tempo totale, 27'52"78, fu di nuovo record nazionale. Quattro giorni dopo bissò il successo vincendo i 5000 m davanti al francese Jean Wadoux e al tedesco Harald Norpoth: anche in questa occasione si produsse in un irresistibile sprint all'ultimo giro, compiuto in 53 secondi netti. La rivista Track & Field News classificò per quell'anno Väätäinen al primo posto nella graduatoria mondiale delle due competizioni.
Nel 1972 Väätäinen, sofferente di sciatica, partecipò alle Olimpiadi di Monaco di Baviera ma non andò oltre un deludente 13º posto nella gara sui 5000 m. Solo tre giorni dopo, tuttavia, stabilì il suo primato personale correndo a Roma in 13'28"4 e, il giorno seguente, con il tempo di 13'35"4 giunse terzo a Helsinki nella gara in cui il fresco campione olimpico Lasse Virén migliorò il record del mondo correndo in 13'16"4. Al termine della stagione Väätäinen concluse la sua carriera agonistica.

## Palmarès
| Anno | Manifestazione | Sede     | Evento  | Risultato | Prestazione | Note |
| ---- | -------------- | -------- | ------- | --------- | ----------- | ---- |
| 1971 | Europei        | Helsinki | 5000 m  | Oro       |             |      |
| 1971 | Europei        | Helsinki | 10000 m | Oro       |             |      |